# M-DISC

M-DISC의 로고

M-DISC (엠디스크, Millennial Disc)는 한 번 기록 가능한 광 디스크 기술이다.

## 개요

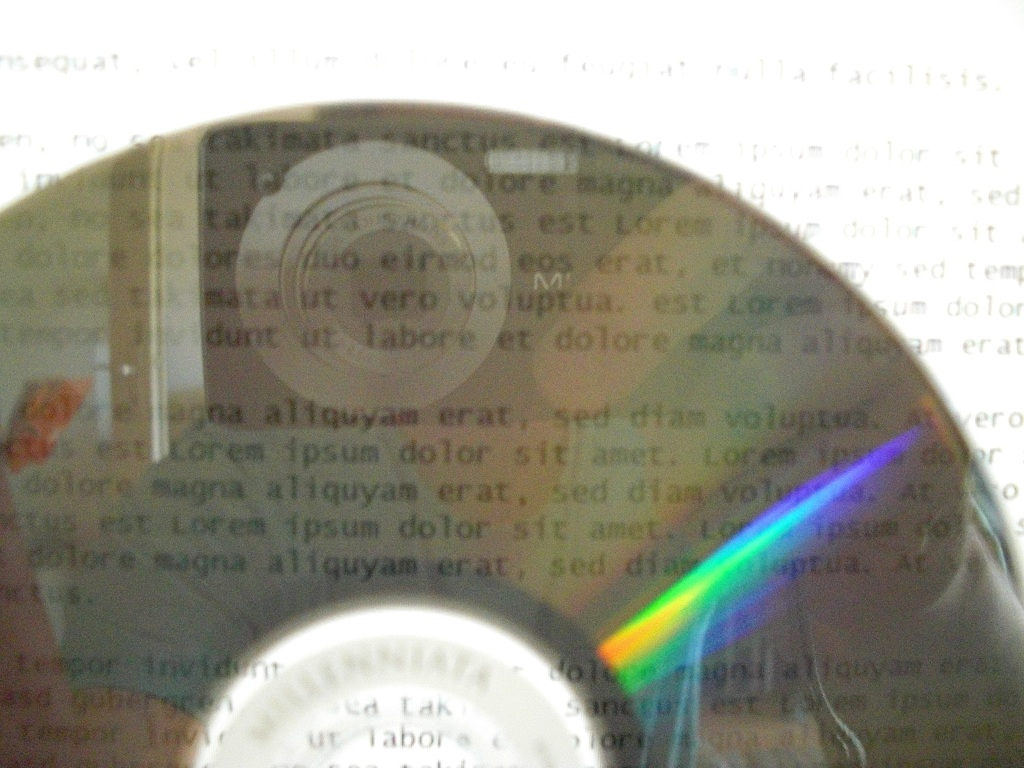
M-DISC의 반투명한 특성을 보여주는 사진

M-DISC는 기록매체의 수명을 더 늘리기 위한 목적으로 설계되었다. 밀레니어터는 M-DISC로 기록된 기록물을 적절하게 보관하면 1000년까지 지속된다고 한다. M-DISC가 영업 비밀로 취급되던 당시, 회사는 데이터 계층이 유리 탄소이고 그 소재가 산화에 비활성적이며, 200 °C에서 1000 °C 사이의 녹는점을 가진 M-DISC의 기술을 특허출원했다.전용디스크는
버바팀 에서만 나오며 전용레코더는 LG전자 에서만 나오고 있다.

## 역사
M-DISC를 개발한 밀레니어터 주식회사(Millenniata, Inc.)는 최고경영자인 헨리 오코넬(Henry O'Connell)과 최고기술책임자 도그 한센(Doug Hansen)과 함께, 브리검영 대학교 교수 배리 런트(Barry Lunt)와 매튜 린포드(Matthew Linford)에 의해 공동 설립되었다. 이 기업은 유타주 아메리칸 포크에서 2010년 5월 13일 설립되었다.